# Вулиця Дмитра Донцова (Житомир)
Вулиця Дмитра Донцова — вулиця в Богунському районі міста Житомир.
Названа на честь видатного українського державного та політичного діяча, публіциста, філософа, ідеолога українського націоналізму Дмитра Донцова.

## Історія
Починається від вулиці Леха Качинського і, звиваючись, прямує на схід, де закінчується перехрестям з Лермонтовською вулицею.
Довжина — 650 метрів.
Назва першої частини вулиці (колишня вул. Лазо) відома з 1781 року як вулиця Тісна. У ХІХ ст. — Малочуднівська вулиця. Ця назва пояснюється тим, що у ці часи вулиця виходила на Велику Чуднівську (тепер — Леха Качинського) і була стосовно останньої — другорядною. Назва другої частини вулиці (колишній кінець вул. Театральної) у 1781 р. — Глиняна вулиця. Та частина вул. Дмитра Донцова, в якій знаходився будинок родини московського адмірала Олексія Щастного (сучасний № 20), у другій пол. ХХ ст. мала назву провулок Щастного.
На історичному будинкові № 20 досі збереглась пам'ятна дошка Щастного, встановлена в 2010 році, хоча УІНП рекомендував міській владі демонтувати її.
У 1919 р. була здійснена спроба перейменувати вулицю на честь Куліша, але назва не закріпилася. За радянських часів перейменована на честь більшовика Сергія Лазо. Назва була абстрактним топонімом, оскільки С. Лазо ніяким чином не пов'язаний з Житомиром.
У 1992 р. дістала назву на честь уродженця Житомира адмірала Балтійського флоту Олексія Щастного.
20 травня 2016 року була перейменована у відповідности до розпорядження голови Житомирської ОДА на вулицю Дмитра Донцова.

## Транспорт
- З 1974 р. на вулиці здійснюється тролейбусний рух (маршрут № 5), з 1979 р. маршрути № 5А, 9, 15А, з 2018-го — Н5.
- Автобуси № 9,104.

## Будівлі
- Військова прокуратура Житомирського гарнізону — буд. № 20.